# Porta Venezia (Brescia)
Porta Venezia è un quartiere di Brescia.

## Geografia fisica
Il quartiere occupa l'area pedemontana a oriente del centro storico cittadino e quella dei Ronchi: i colli Rotondo, Santa Croce, Maddalena e Denno.
Il confine è delimitato a ovest da via Filippo Turati, via Fratelli Lechi e via Luigi Cadorna; a sud, dalla ferrovia Milano-Venezia; a est, dal Borgo Wührer (compreso nel quartiere), da villa Bornata (compresa nel quartiere di Sant'Eufemia della Fonte) e dalla parte della Maddalena confinante con Botticino; a nord, con la parte di Maddalena confinante con i quartieri di Mompiano, di San Rocchino-Costalunga e di Crocifissa di Rosa.
Tra i corsi d'acqua che caratterizzano il territorio: il Garza, che affianca via Mantova tra il piazzale Canton Mombello e la ferrovia, e il Naviglio Grande Bresciano, che, tombinato, affianca viale Piave fino a immettersi nel torrente anzidetto.

## Origine del nome
Il toponimo è di origine moderna: era il nome alternativo di Porta Torrelunga, ora piazzale Arnaldo, accesso orientale alle mura venete della città di Brescia.

## Storia
Durante la repubblica Bresciana, l'area occupata dall'attuale quartiere fu assegnata ai luoghi fuori di Porta Torrelunga nel Cantone di Garza orientale. Sotto il Regno Lombardo-Veneto, l'area pedemontana del Rebuffone e la frazione di San Francesco di Paola furono assegnate al comune di Sant'Alessandro, appartenente alle chiusure o corpisanti di Brescia. La sede comunale aveva sede presso la trattoria del Rebuffone, poi abbattuta e sostituita da un edificio scolastico.
Il 1º luglio 1880, il comune di Sant'Alessandro fu assorbito da quello cittadino. Nel frattempo si costruì un nuovo rettilineo stradale che sostituì la strada pedemontana del Rebuffone e che, negli anni Ottanta dell'Ottocento, fu sede della tranvia Brescia-Salò-Gargnano. A partire dal 1912, il rettilineo fu interessato dal progetto di città giardino dell'imprenditore Giuseppe Freschi, che lo trasformò in un viale alberato e cuore del nuovo quartiere residenziale.
Per iniziativa dello stesso Freschi, l'area di Porta Venezia ebbe due impianti sportivi: dal 1919 il Brescia Calcio giocò presso lo stadio di Porta Venezia, sito in via Cesare Lombroso (oggi via Cadorna), dal 1924 la squadra disputò i propri incontri allo Stadium sito in viale Piave.
Negli anni Trenta fu costruito viale Piave, come prosecuzione di via Solferino e percorso alternativo alla statale Padana Superiore.
L'istituzione del quartiere come suddivisione amministrativa del comune risale al luglio 1972, quando il consiglio votò la costituzione dei consigli di quartiere. Le elezioni di quello di Porta Venezia si tennero il 24 novembre 1974. Tre anni dopo, la Giunta Trebeschi recepì la legge 278/1976 e istituì le nuove circoscrizioni: il quartiere di Porta Venezia fu aggregato alla Ottava circoscrizione, assieme ai quartieri di Caionvico e di Sant'Eufemia della Fonte.
Nel 2007, la giunta Corsini riformò le circoscrizioni riducendone il numero a cinque: Porta Venezia fu assegnata alla nuova Circoscrizione Centro.
Nel 2013 furono abolite le circoscrizioni in adeguamento ai nuovi limiti imposti dalla legge 191/2009. L'anno dopo, la Giunta Del Bono decise di ricostituire gli organi consultivi di rappresentanza dei quartieri. Le prime elezioni si tennero in tutta la città il 14 ottobre.

## Monumenti e luoghi d'interesse
- Tomba del cane, monumento funebre, opera di Rodolfo Vantini.
- chiesa di san Francesco di Paola, chiesa rinascimentale.
- chiesa del Buon Pastore, opera del capomastro Carlo Melchiotti.
- Parco Ducos, giardini pubblici, un tempo appartenenti alla villa della famiglia Ducos.

## Società

### Religione
Nel quartiere sono presenti le parrocchie del Buon Pastore e di san Francesco da Paola, appartenenti alla diocesi cattolica di Brescia.

## Infrastrutture e trasporti
Il quartiere è servito dalla linea 3 (Mandolossa - Rezzato), dalla linea 11 (Collebeato - Botticino) e dalla linea 16 (Sanpolino - Onzato) della rete di trasporti urbani. Presso la Bornata si trova il capolinea della linea 18, diretta al Piazzale Cesare Beccaria, mentre presso la sella di San Gottardo si trova il capolinea della linea 6, diretta a Largo Zanardelli. Nella stagione estiva, questa linea è prolungata fino alla cima del Monte Maddalena.